# Proton (programvara)
Proton är ett kompatibilitetslager som gör att programmvara för Windows (främst datorspel) kan köras på olika variander av Linux. Proton är utvecklat av Valve i samarbete med utvecklare från CodeWeavers. Det innehåller mjukvara och programbibliotek och med en anpassad version av Wine för att förbättra prestanda och kompatibilitet med Windows-spel. Proton är designad för integration i Steam- klienten som "Steam Play". Den distribueras officiellt via klienten, även om gafflar från tredje part kan installeras manuellt.

## Översikt
Proton släpptes ursprungligen den 21 augusti 2018 med en lista på 27 spel som testats och certifierats för att fungera utan justeringar. Dessa inkluderar Doom (2016), Quake och Final Fantasy VI .
Proton innehåller flera bibliotek som förbättrar 3D-prestandansom DXVK och VKD3D-Proton för att översätta Direct3D till Vulkan. Ett separat bibliotek känt som D9VK slogs samman till DXVK i december 2019.

## Kompatibilitet
Som en avknoppning av Wine är Proton kompatibilitet med Windows-program liksom dess ursprung. Förutom den officiella listan över kompatibla spel är många andra Windows-spel kompatibla, om än inofficiellt, med Proton. Användaren kan vvälja att använda Proton för ett specifikt spel även om en Linux-version redan finns, till exempel om ett spel är instabilt.
ProtonDB är en inofficiell kommunitet som samlar in data och beskriver kompatibiliteten för olika spel med en betygsskala från "Borked" (fungerar inte) till "Platinum" (fungerar perfekt).  Sajten liknar WineHQ AppDB, som också visar kompatibilitetsrapporter och använder ett liknande klassificeringssystem.